# Etyka prawnicza
Etyka prawnicza – zespół norm, reguł, którymi powinni kierować się prawnicy w swojej pracy zawodowej. Normy te powinny mieć zabarwienie moralne, wskazując na to, jakie zachowania są słuszne (pożądane), a jakie naganne. 
W praktyce na ogół tzw. "kodeksy etyki prawniczej" uchwalane są przez korporacje zawodowe i nie stanowią przepisów powszechnie obowiązującego prawa. Niektóre z zawartych w takich kodeksach zasad mogą budzić wątpliwości pod względem tego, czy są przyjmowane w interesie społeczeństwa czy członków korporacji.
Do podstawowych zasada etycznych należą: zachowanie tajemnicy zawodowej, unikanie konfliktów interesów, strzeżenia godności i powagi zawodu, "koleżeńskość" wobec innych jego wykonawców (członków korporacji). 
W Polsce brak obowiązywania tej etycznej zasady znanej z obszaru krajów common law, zgodnie z którą prawnik musi wierzyć w słuszność sprawy, jakiej prowadzenia się podejmuje, jak i że może on odmówić obrony sprawy, w której słuszność nie wierzy. W konsekwencji brakuje tu klauzuli sumienia na rzecz pełnej realizacji prawa każdego obywatela do sądu (i bycia fachowo przed tym sądem reprezentowanym).  